# Robert Dauber
Robert Dauber est un compositeur et violoncelliste allemand, né le 27 août 1922 et mort à Dachau le 24 mars 1945. Sa seule œuvre connue est conservée à la bibliothèque de partitions de la Bibliothèque nationale autrichienne dans l'héritage de son père.

## Biographie
Le père de Robert Dauber est le compositeur, arrangeur et chef d'orchestre Adolf (Dol) Dauber (1894-1950) qui a dirigé l'orchestre de salon Dol Dauber dans les années 1920. Robert Dauber joue du piano et du violoncelle. Au camp de concentration de Theresienstadt il participe aux représentations de l'opéra Brundibár. Dauber est mort du typhus en mars 1945 à Dachau

## Œuvre
- 1942 Serenata pour violon et piano